# 泽兰实蝇
泽兰实蝇（學名：Procecidochares utilis）是实蝇科泽兰实蝇属下的一个种。可作为天敌控制入侵物种紫茎泽兰的生长。

## 分布
泽兰实蝇原产于墨西哥，后被引入澳大利亚、新西兰、夏威夷州、南非、印度和中华人民共和国。